# Pseudocornuspira
Pseudocornuspira es un género de foraminífero bentónico de la subfamilia Cornuspirinae, de la familia Cornuspiridae, de la superfamilia Cornuspiroidea, del suborden Miliolina y del orden Miliolida. Su especie tipo es Pseudocornuspira volgensis. Su rango cronoestratigráfico abarca desde el Viseense (Carbonífero inferior) hasta el Namuriense (Carbonífero superior).

## Clasificación
Pseudocornuspira incluye a la siguiente especie:
- Pseudocornuspira volgensis †